# Sumberjaya (Tegal Buleud)
Sumberjaya is een bestuurslaag in het regentschap Sukabumi van de provincie West-Java, Indonesië. Sumberjaya telt 7017 inwoners (volkstelling 2010).